# Museum Bassermannhaus für Musik und Kunst
Het Museum Bassermannhaus für Musik und Kunst is een museum in Mannheim in de Duitse deelstaat Baden-Württemberg. De nadruk ligt op muziek en als centrale thema geldt muziek, kunst en culturen in de wereld.

## Achtergrond
Het museum werd in 11 december 2011 geopend en maakt deel uit van de Reiss-Engelhorn-Musea die zich allemaal in de Mannheimer Quadrate bevinden in de binnenstad van Mannheim. Het initiatief werd mogelijk gemaakt door de Bassermann-Kulturstiftung. Het museum heeft een oppervlakte van 1.350 m² en is verdeeld over twee verdiepingen.

## Collectie
Het museum heeft een collectie van rond tweeduizend muziekinstrumenten die voor een deel uit de vaste collectie van de Reiss-Engelhorn-Musea komen. Rond achthonderd instrumenten werden in het jaar 2000 geschonken door de mecenas Dieter Freudenberg. Verder zijn er nieuwe schenkingen aan toegevoegd, zoals de volledig operationele geluidsstudio door de gitarist Sigi Schwab.
De instrumenten zijn uit de hele wereld afkomstig, zoals de grote deelcollectie Zuid-Amerikaanse instrumenten. Bij de opening in 2011 werd gestart met de expositie MusikWelten. De onderliggende boodschap ervan is dat muziek volkeren verbindt en geen taalbarrières kent. Er staan audiostations opgesteld waar klanken van verschillende instrumenten beluisterd kunnen worden.
Een nevendoel van het museum is jonge mensen te interesseren voor muziek en te stimuleren zelf muziek te maken. Speciaal hiervoor zijn muziekinstrumenten gemaakt waarop in het museum gemusiceerd kan worden. 
Op de eerste verdieping is een ruimte vrijgemaakt voor wisselende fototentoonstellingen, met de titel ZEPHYR - Raum für Fotografie.